# Gertrud Müller (Politikerin, 1893)
Gertrud Müller (geboren 11. Februar 1893 in Ohra, Deutsches Reich; gestorben 22. August 1970 in Eskilstuna, Schweden) war eine deutsche Politikerin (Sozialdemokratische Partei der Freien Stadt Danzig).

## Leben
Gertrud Müller, geborene Rexin, war die Tochter eines Steuererhebers und evangelischer Konfession. Nach der Volksschule machte sie eine Ausbildung als Kindergärtnerin und arbeitete 1907 bis 1918 Kindergärtnerin in Danzig. 1916 heiratete sie in erster Ehe Herrn Fritsch, der im gleichen Jahr starb. Aus der zweiten Ehe mit Herrn Müller, die 1918 geschlossen und 1933 geschieden wurde, entsprang ein Kind. 1918 bis 1933 war sie Hausfrau und nach der Scheidung 1933 bis 1938 Inhaberin einer Kolonialwarenhandlung in Danzig.
1918 wurde sie Mitglied des Betriebsarbeiterrats des Kriegsbekleidungsamtes (des XX. Armeekorps) und Mitglied des Landesvorstands des Danziger SPD sowie Leiterin der sozialdemokratischen Frauen- und Kinderbewegung in Danzig.
1927 bis 1933 gehörte sie drei Wahlperioden lang dem Volkstag an. Juni 1930 bis Januar 1931 war sie nebenamtliche Senatorin in Danzig im Senat Sahm III.
Nach der Machtergreifung der Nationalsozialisten war die politische Arbeit auch in der Freien Stadt Danzig erschwert, spätestens mit dem Verbot der SPD am 14. Oktober 1936 unmöglich. Im Januar 1938 wanderte Gertrud Müller nach Schweden aus. 1965 wurde sie schwedische Staatsbürgerin. Sie arbeitete zunächst als Näherin in Stockholm und wohnte seit 1965 in Fors (Gemeinde Eskilstuna).